# 광주광역시 특수구조단
광주광역시 특수구조단(光州廣域市 特殊求助團, Gwangju Special Rescue Service)는 광주광역시를 관할하는 광주광역시 소방안전본부 산하의 특수구조단이다.
특수구조단장은 소방정으로 보한다.

## 연혁
- 1997년 6월 4일: 광주광역시 소방항공대 설치
- 2015년 7월 23일: 광주광역시 특수구조단으로 변경

## 조직
- 현장지원팀
- 특수구조대
- 항공구조구급대
- 산악구조대

## 항공장비
자체 식별번호는 GJ(Gwangju)를 사용한다.

### 운용중
- BK117 1기 (HL9450)[5]: 1997년 배치

## 같이 보기
- 대한민국 소방청
- 대한민국의 소방
- 소방관 계급